# Dámaso Zabalza
Dàmaso Zabalza (Irurita, Navarra, 11 de desembre de 1835 - Madrid, 27 de febrer de 1894) fou un compositor i pianista espanyol.
Estudià en la seva vila natal i a Pamplona. El 1855 anà a Madrid, on en un principi es guanyà la vida com a pianista de cafè, i després aconseguí una plaça de professor en el Conservatori de Música. Ja ubicat en l'ambient propici al desenvolupament de les seves facultats, la seva vida posterior fou d'èxit com a pianista, com a professor de piano i com a compositor.
La seva actuació com a pianista, començada en el cafè, continuà brillantment quan el 1858 entrà en la ja re nomenada Societat de Quartets en substitució de Güelbenzu, i tingué un dels seus punts culminants a Pamplona, en les últimes festes de San Fermin en les quals cantà Gayarre, en el concert del qual el públic aclamà en Zabalza amb verdader fervor. Fou un executant perfecte, nerviós, fàcil, que a vegades feia gala d'un vigor extraordinari i en altres tocava tant sensible i delicadament, que se l'arribà anomenar el Chopin espanyol.
Com a professor fou notable, no tan sols per les ensenyances del Conservatori i a particulars, que produïren grans pianistes com el portuguès Rey Colaço i el compositor l'asturià Facundo de la Viña i, d'altres, així com per les obres didàctiques que va escriure i que durant molt anys foren de gran estimació entre els educadors musicals: les seves dues d'Estudios de mecanismo; Una hora de gimnasia; els Estudios especiales; Sonatinas, i 25 estudios melodicos i de bravura gaudiren de gran reputació entre els professors de piano.
També pròdig com a compositor d'obres per a piano que assoliren força reputació. Les més interpretades en el País Basc són El canto de las montañas, capritx de saló compost sobre el conegut cant popular Maritxu, ¿nora zuaz?, el zortzico Aritzari (al roure). El eco del monte Auza és una fantasia sobre una melodia basca, i també porta ambient dels seus país Las campanes del Roncal, escrita en memòria del seu amic Gayarre i tocada per primera vegada, el 1890, en la vetllada que el Conservatori dedicà a l'insigne cantant. España y sus cantores; la Fantasia de concert sobre motius de Faust; la fantasia del Trobador; l'andante final de Norma, i d'altres moltes composicions, fins a arribar al Capricho sobre motivos de El duo de la Africana, que fou l'última i porta el número 218.